# Palais Royale
Ne doit pas être confondu avec Palais royal.
Le Palais Royale est un gratte-ciel de 320 mètres en construction situé à Bombay en Inde.